# Leptotes bicolor
Leptotes bicolor är en orkidéart som beskrevs av John Lindley. Leptotes bicolor ingår i släktet Leptotes och familjen orkidéer. Inga underarter finns listade i Catalogue of Life.

## Bildgalleri

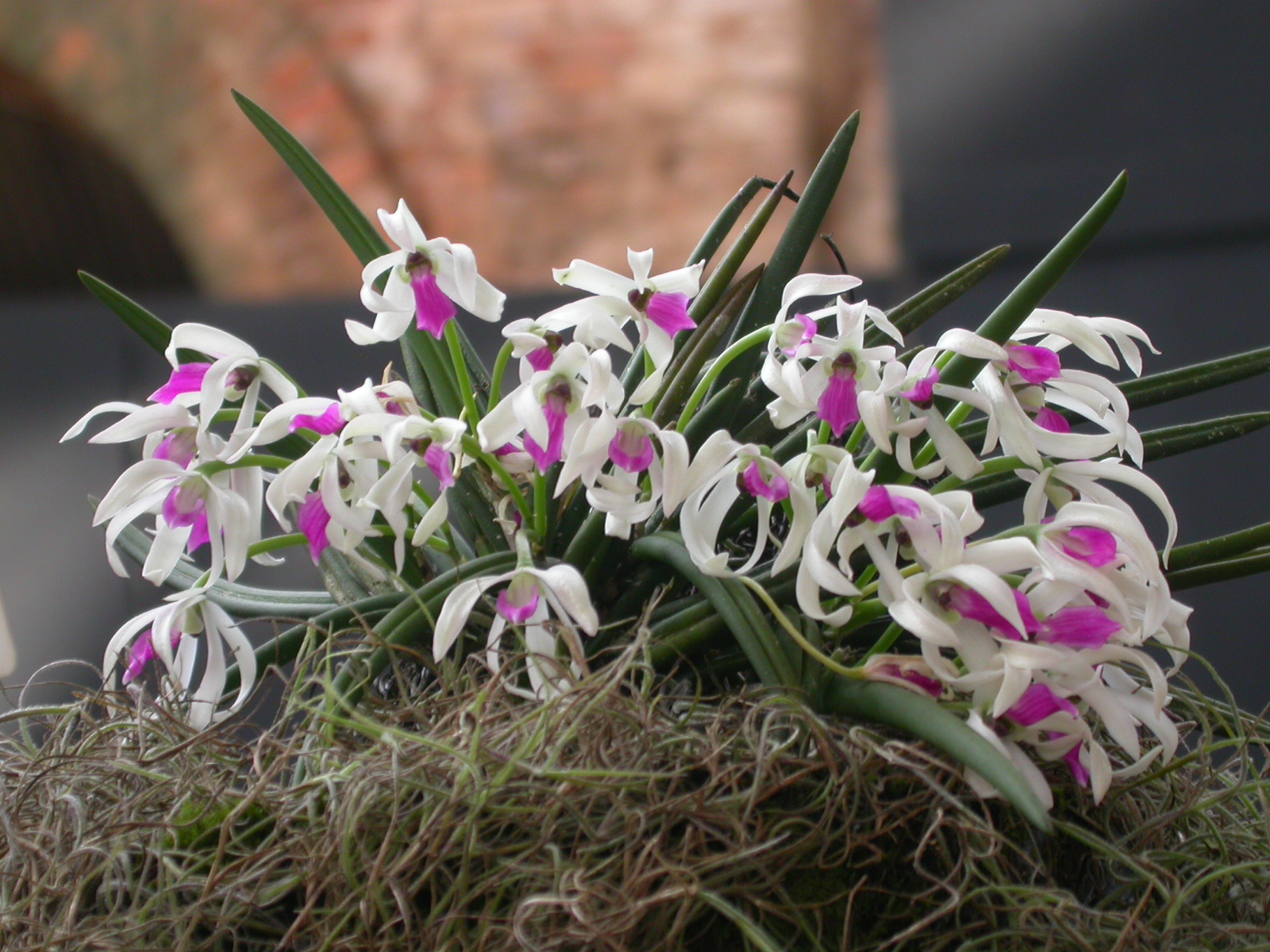
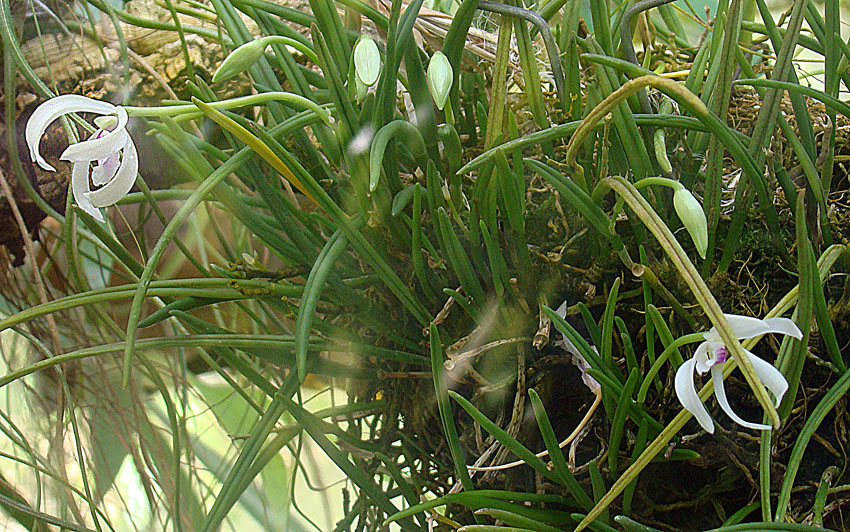
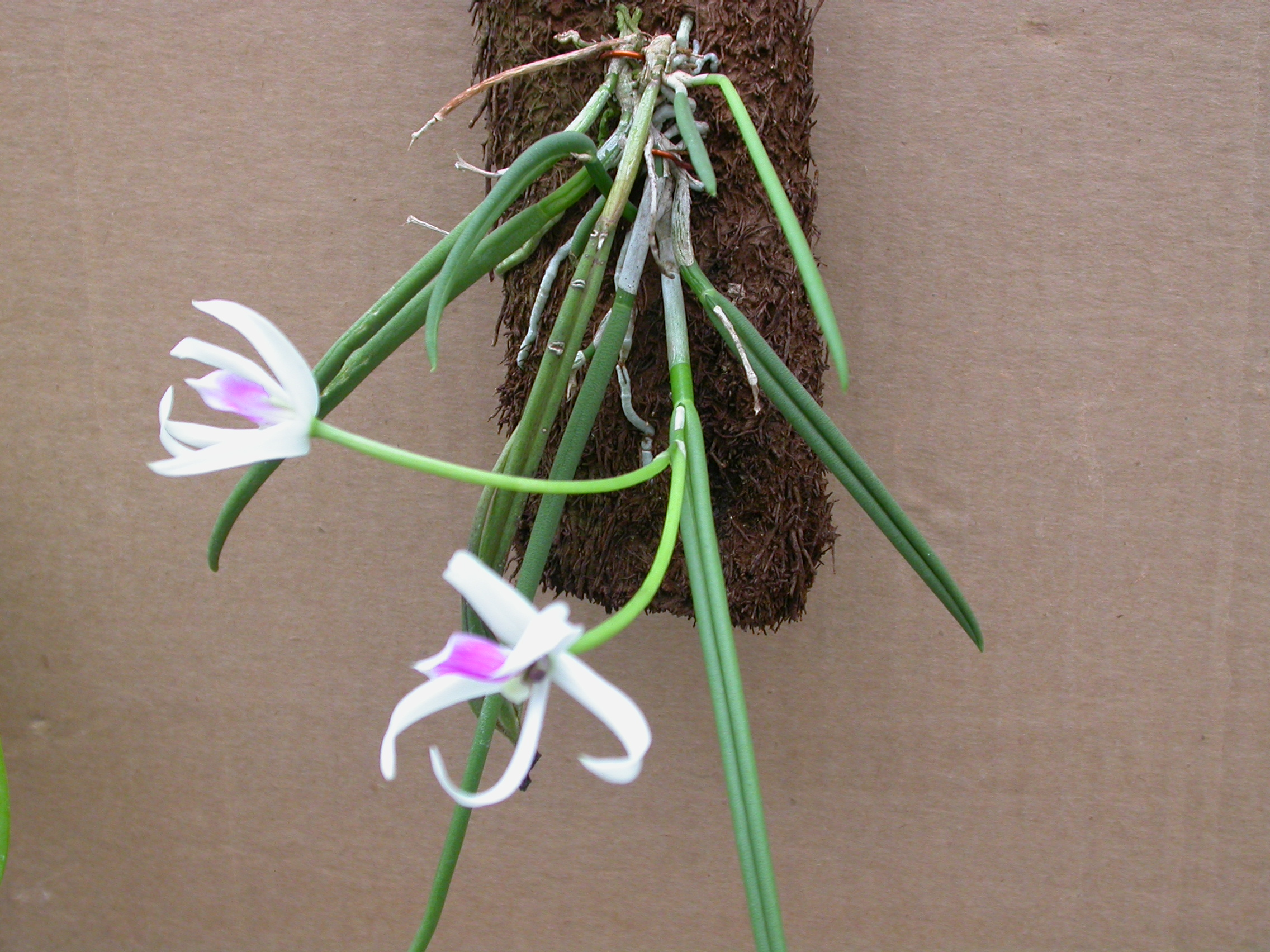
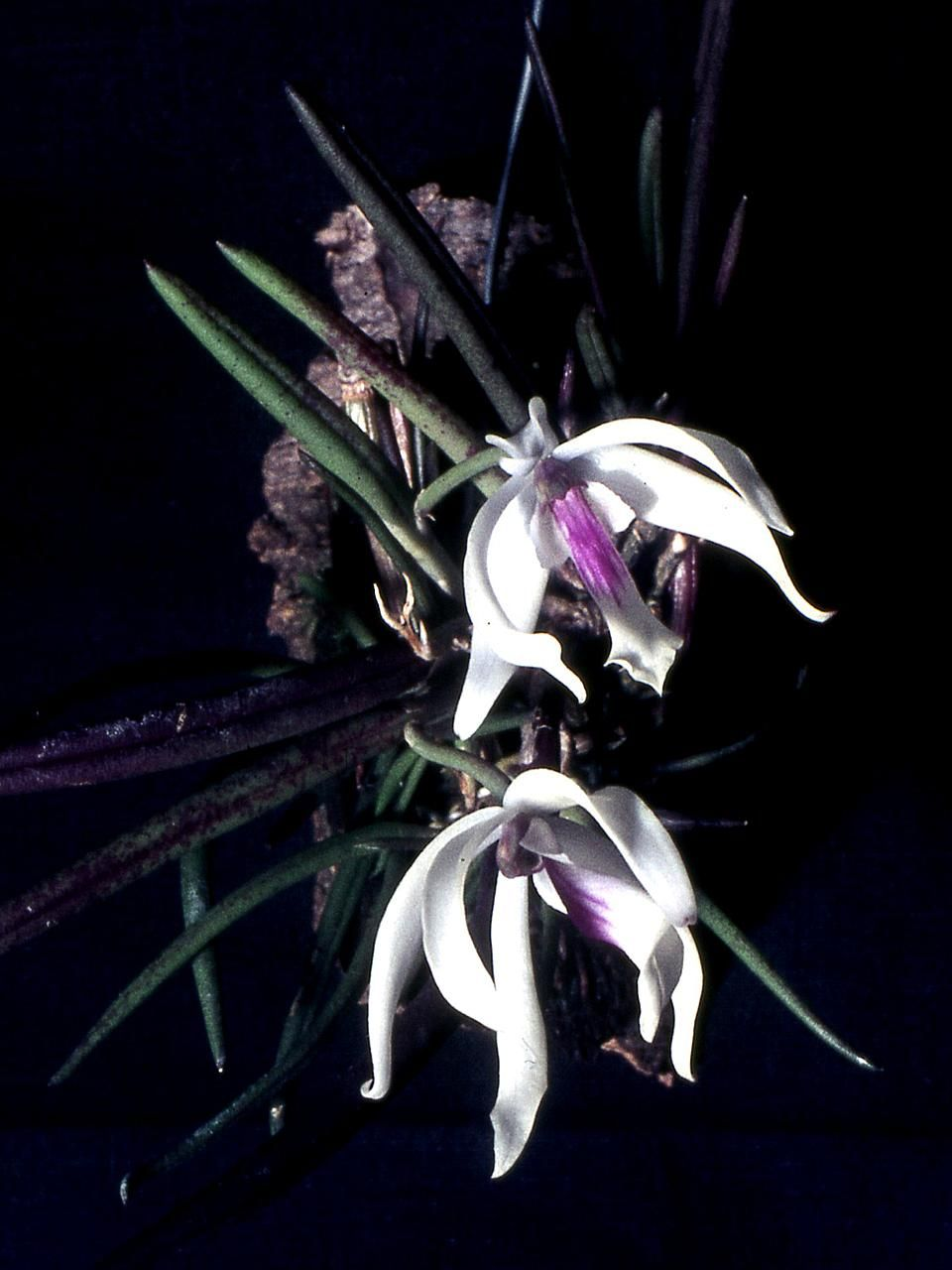
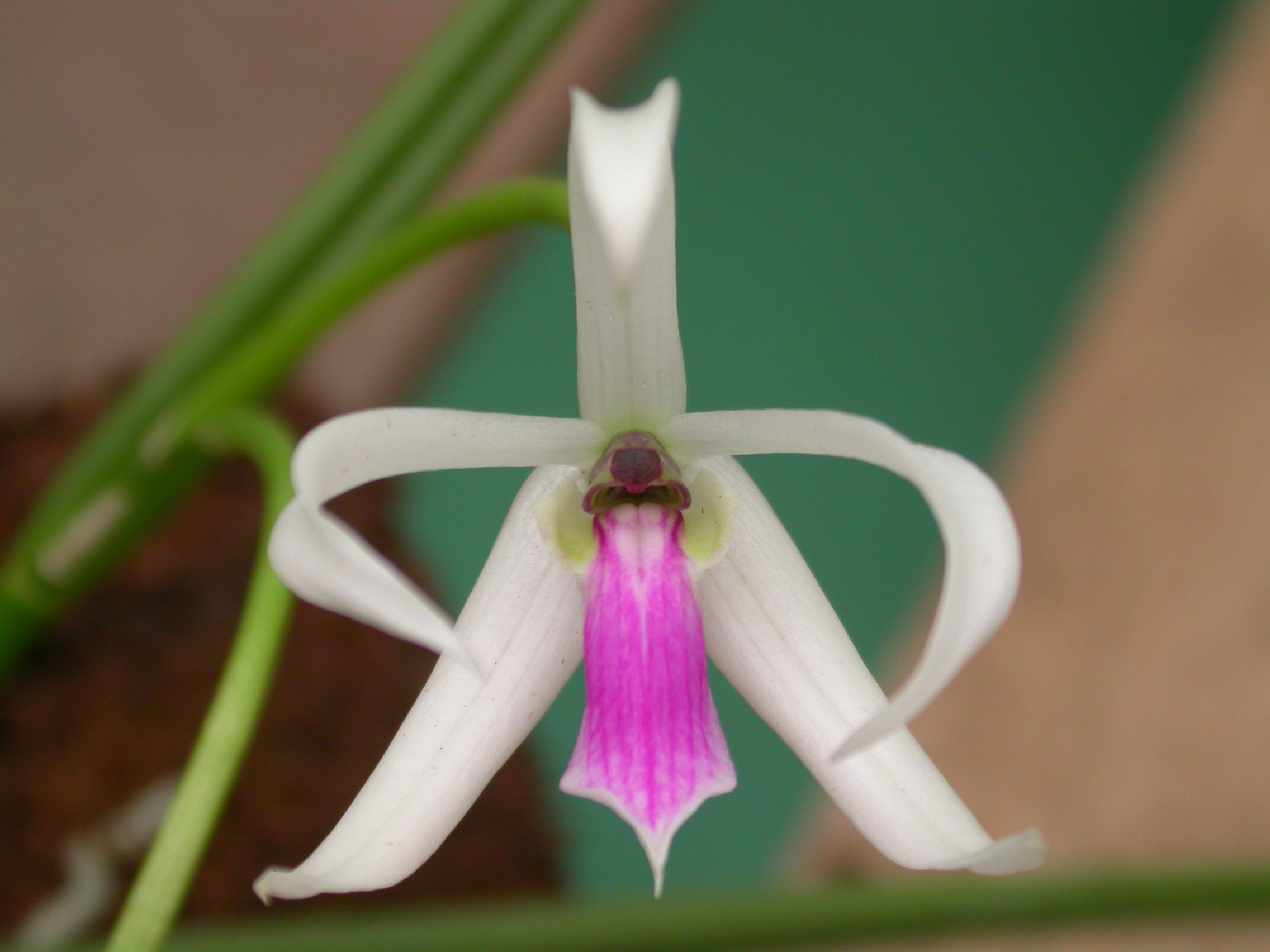
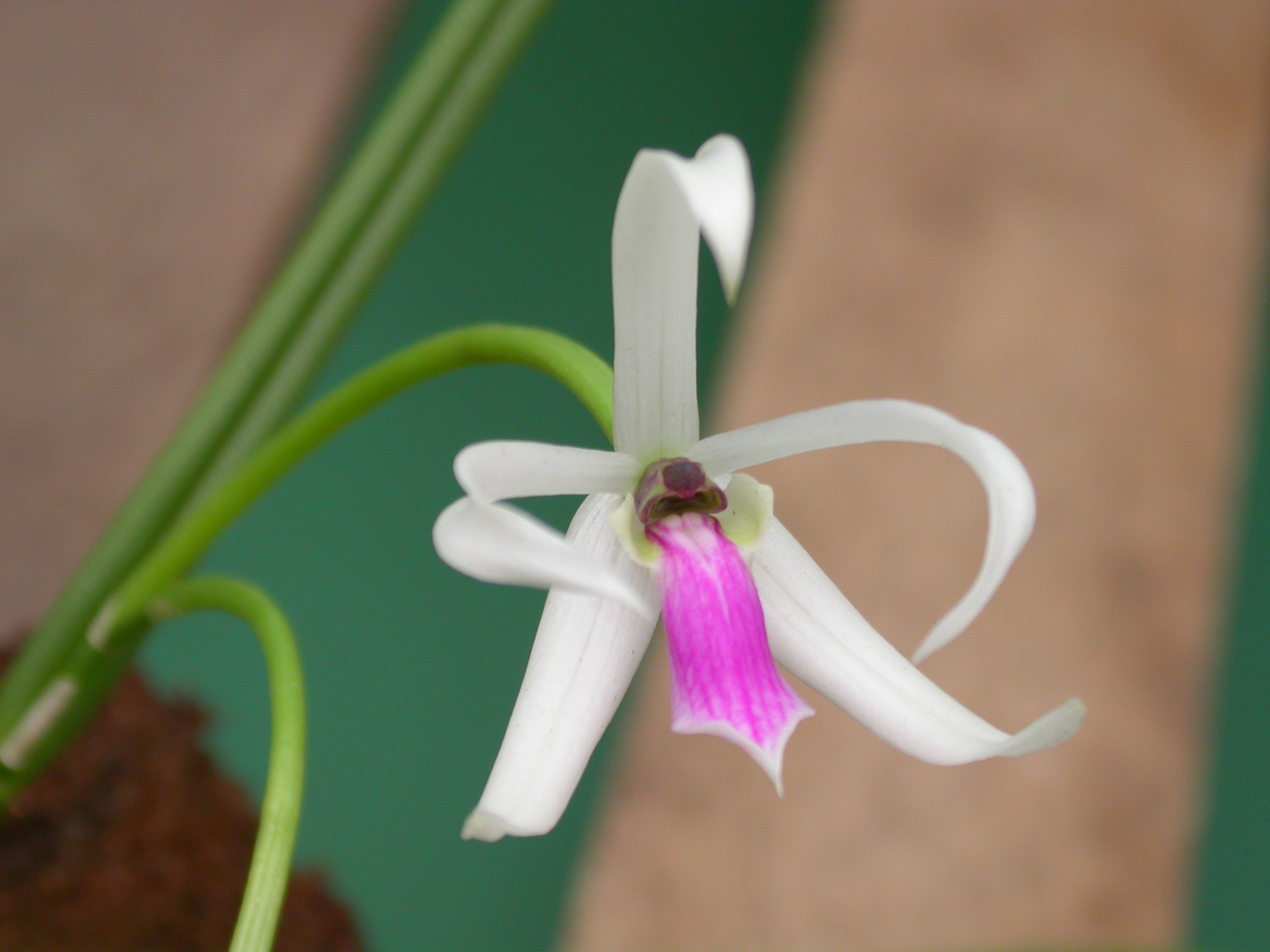